# Schildkrötenwanze

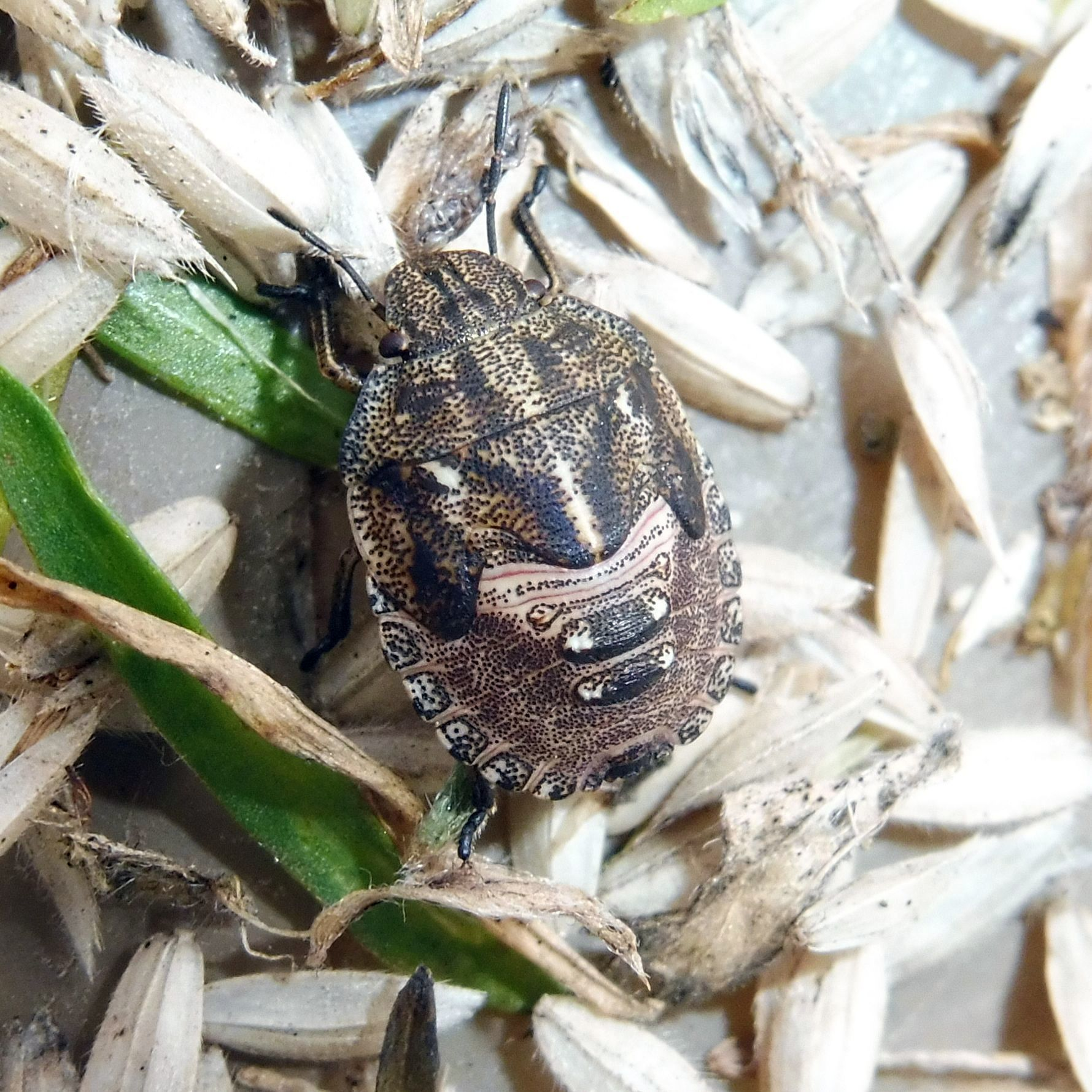
Nymphe

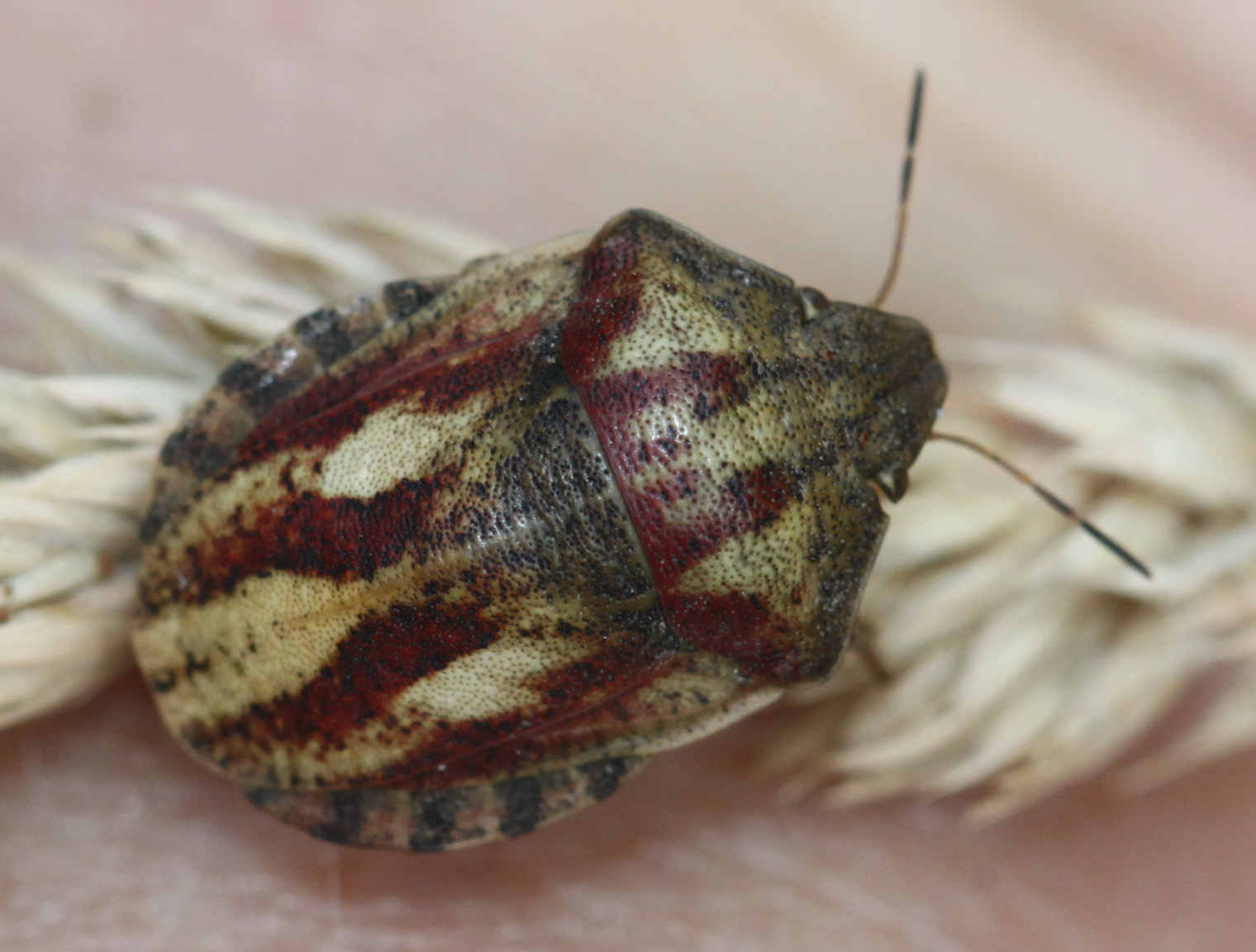
Farbmorphe mit rotschwarzer Musterung

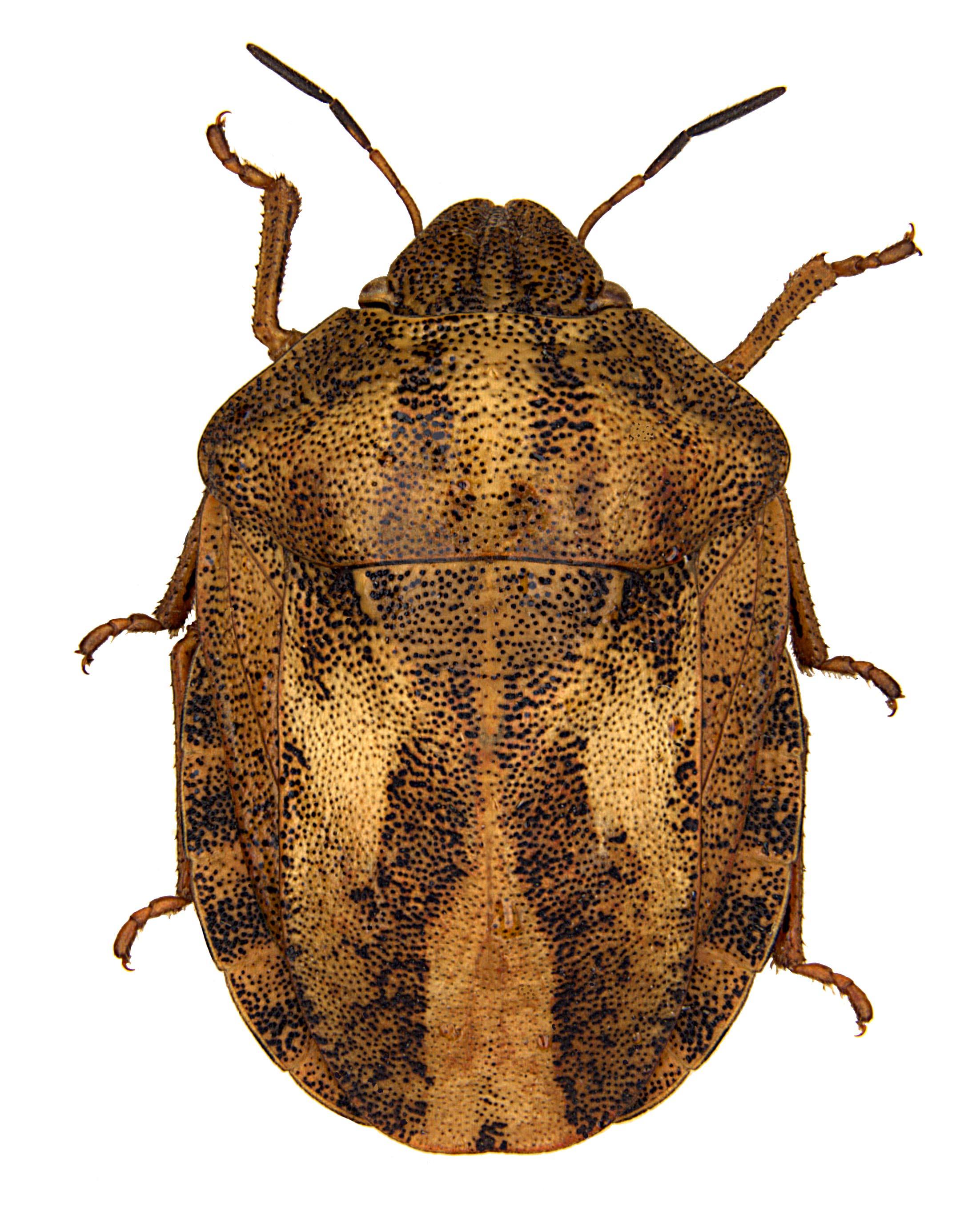
Eurygaster testudinaria, Habitus, specimen in Zoologische Staatssammlung München, Foto: Marianne Müller

Die Schildkrötenwanze (Eurygaster testudinaria) ist eine in ganz Europa verbreitete Wanzenart aus der Familie der Schildwanzen.

## Merkmale
Die Tiere erreichen eine Körperlänge von 9 bis 11 Millimetern. Sie haben eine variable braune Grundfarbe und Musterung. Der Tylus (Stirnkeil) liegt etwas tiefer als die seitlich von ihm liegenden Wangen. Die ähnliche Gemeine Getreidewanze (Eurygaster maura) ist etwas kleiner, zudem liegt bei ihr der Tylus an der Spitze des Kopfes auf einer Ebene mit den Wangen, wodurch die Spitze des Kopfes gleichmäßig gerandet ist. Bei der Schildkrötenwanze ist das zweite Glied der Fühler nur etwa 1,5 Mal so lang wie das dritte, bei der Gemeinen Getreidewanze ist es doppelt so lang wie das dritte. Die Hinterecken des Pronotums sind außerdem bei der Gemeinen Getreidewanze etwas weniger stark hervortretend. Mit den genannten Unterscheidungsmerkmalen sind die beiden Arten jedoch nicht immer zweifelsfrei zu unterscheiden, sodass dann eine genitalmorphologische Untersuchung notwendig ist. Die Weibchen haben anders als bei der ähnlichen Art eine Lücke zwischen den Genitalplatten und dem davor liegenden Hinterleibssegment, bei den Männchen trägt der Aedeagus vier statt zwei innen liegende Dornen.

## Verbreitung und Lebensraum
Die Art kommt in Europa vom nördlichen Mittelmeerraum bis nach Südskandinavien und weiter östlich durch Zentralasien bis Nordchina und Japan vor. In Mitteleuropa ist die manchmal nicht seltene Art fast überall verbreitet und fehlt nur vereinzelt regional. Anders als die Gemeine Getreidewanze besiedelt sie feuchtere, offene bis halbschattige Lebensräume wie hochwachsende Riedgrasbestände und Moore und kommt auch an salzigen Stellen vor.

## Lebensweise
Man findet sie nicht nur an Süßgräsern (Poaceae), sondern auch an Sauergrasgewächsen (Cyperaceae) (z. B. Wollgräser (Eriophorum), Seggen (Carex), Simsen (Scirpus)) und Binsengewächsen (Juncaceae) (z. B. Binsen (Juncus)). Ältere Nymphen und adulte Tiere findet man aber auch an Korbblütlern (Asteraceae), Doldenblütlern (Apiaceae) und anderen Pflanzen.
Die Nymphen saugen zwischen Mai und August an den Nahrungspflanzen, adulte Tiere treten ab Juli auf. Die Überwinterung erfolgt in trockener Bodenstreu, gelegentlich auch in kleinen Gruppen.